# Едуард Финки
Едуард Майкъл „Майк“ Финки (на английски: Edward Michael „Mike“ Fincke) е американски инженер и астронавт на НАСА, ветеран от три космически полета и две експедиции на МКС. Той е американския астронавт с най-продължително пребиваване в космоса.

## Образование
Едуард Финки завършва елитния частен колеж Sewickley Academy в Пенсилвания през 1985 г. През 1989 г. получава бакалавърска степен по аерокосмическо инженерство в Масачузетски технологичен институт, Кеймбридж, Масачузетс. През 1990 г. става магистър по същата специалност в Станфордски университет, окръг Санта Клара, Калифорния. През 2001 г. придобива втора магистърска степен по космическа геология от университета Клиър Лейк, Хюстън, Тексас. По същото време завършва колежа Ел Камино в Торънс, Калифорния със специалност японски език. Владее перфектно писмено и говоримо руски език, тъй като преминава два пълни курса на обучение в Звездното градче край Москва, Русия.

## Военна кариера
Едуард Финки започва службата си в USAF през 1990 г. Става ракетен специалист в изпитателния ракетен център на USAF близо до Лос Анджелис, Калифорния. През 1994 г. завършва школа за тест пилоти в авиобазата Едуардс, Калифорния. Зачислен е в 39-а изпитателна ескадрила, базирана в авиобазата Еглин, Флорида. Занимава се с усъвършенстване на ракетното въоръжение на изтребителите F-15 и F-16. След това е командирован в Япония като консултант на японските ВВС по ракетното въоръжение на самолетите. По време на службата си има над 800 полетни часа на реактивни изтребители и осъществява около 30 успешни пуска на различни типове ракетно оръжие.

## Служба в НАСА
Едуард Финки е избран за астронавт от НАСА на 1 май 1996 г., Астронавтска група №16. Взема участие в три космически полета и два дълговременни престоя на МКС. През юли 1999 г. получава назначение в дублиращите екипажи на Експедиция 4 и Експедиция 6 на МКС. Бордови инженер на Експедиция 9 и командир на Експедиция 18 на МКС, съответно през 2002 и 2008 г. Има в актива си девет космически разходки с обща продължителност 48 часа и 37 минути – шесто постижение към 2012 г. През пролетта на 2011 г. е член на екипажа на космическата совалка Индевър – неин последен полет и предпоследна мисия по програмата Спейс шатъл.
| Космически полети на Едуард Майкъл „Майк“ Финки           | Космически полети на Едуард Майкъл „Майк“ Финки | Космически полети на Едуард Майкъл „Майк“ Финки | Космически полети на Едуард Майкъл „Майк“ Финки | Космически полети на Едуард Майкъл „Майк“ Финки  | Космически полети на Едуард Майкъл „Майк“ Финки | Космически полети на Едуард Майкъл „Майк“ Финки |
| №                                                         | Дата                                            | КК                                              | Емблема на мисията                              | Функции                                          | Продължителност                                 |                                                 |
| --------------------------------------------------------- | ----------------------------------------------- | ----------------------------------------------- | ----------------------------------------------- | ------------------------------------------------ | ----------------------------------------------- | ----------------------------------------------- |
| 1                                                         | 24 ноември 2002                                 | „Союз ТМА-4“, Експедиция 19 на МКС              |                                                 | Бордови инженер, Бордови инженер на Експедиция 9 | 187 денонощия 21 часа 17 мин.                   |                                                 |
| 2                                                         | 12 октомври 2008                                | „Союз ТМА-13“, Експедиция 18 на МКС             |                                                 | Бордови инженер, Командир на Експедиция 18       | 178 денонощия 20 часа 16 мин.                   |                                                 |
| 3                                                         | 16 май 2011                                     | „Индевър“, мисия STS-134                        |                                                 | Специалист на мисията                            | 15 денонощия 17 часа 38 мин. 51 сек.            |                                                 |
| Сумарно време в космоса – 381 денонощия 15 часа 11 минути |                                                 |                                                 |                                                 |                                                  |                                                 |                                                 |

## Награди
- Медал за похвална служба;
- Медал за похвала на USAF;
- Медал за заслуги на USAF;
- Медал за служба в националната отбрана;
- Медал на USAF за участие в тренировъчни и/или изпитателни операции;
- Медал на НАСА за изключителна служба;
- Медал на НАСА за участие в космически полети.